# Plagiosarus binoculus
Plagiosarus binoculus är en skalbaggsart som beskrevs av Bates 1880. Plagiosarus binoculus ingår i släktet Plagiosarus och familjen långhorningar. Inga underarter finns listade i Catalogue of Life.